# Fagyos pokol
A Fagyos pokol (eredeti cím: 6 Below: Miracle on the Mountain) 2017-es amerikai túlélő filmdráma Scott Waugh rendezésében. A forgatókönyvet Madison Turner írta, Eric LeMarque és Davin Seay Crystal Clear című nem-fikciós könyve alapján. A főbb szerepekben Josh Hartnett, Mira Sorvino, Sarah Dumont és Jason Cottle látható.
Az Amerikai Egyesült Államokban 2017. október 13-án mutatták bea mozikban.

## Cselekmény
Eric LeMarque korábbi jégkorongozónak abba kell hagynia profi pályafutását, mert kristály-metamfetamint fogyasztott. Bíróság elé kell állnia a múltjában történtek miatt. Hogy egy kicsit eltávolodjon az egész helyzettől, 2004 februárjában a Sierra Nevada hegységbe utazik. Ott snowboardozással tereli el a gondolatait. Azonban egy váratlan hóvihar során elveszíti tájékozódását a hegyekben. A civilizációtól távol, most egyedül kell helytállnia a természettel és az állatokkal szemben.
Eközben gyermekkori emlékek villannak fel a fejében, amelyek megmutatják, milyen nehéz körülmények között nevelkedett. A szakmai állomáshelyein jelentkező problémák, többek között a profi sportolói létből fakadó nyomással való megküzdés és a csapattársaival folytatott viták is végigfutnak a téveszméin. Újra és újra utolérik a kábítószer-fogyasztással történt első találkozásai, ami végül drogfüggőséggel végződött. 
Eric-nek az eszét és minden akaraterejét be kell vetnie a túléléshez. Megmentő ötlettel áll elő: egy kis vészjeladóval ellátott rádió megmutatja neki a civilizációba vezető utat. Megmászik egy hegyet, de a jelek egyre gyengülnek. Ezért visszafordul, és megmászik egy másik hegyet az ellenkező irányban, ahol a jelek megerősödnek. Addig menetel, ameddig csak tud, viszont a vészjeladó akkumulátorának már csak néhány százalékos kapacitása van. Amikor már nincs több energiája, a vészjeladót „folyamatos adásra” kapcsolja. Eric olyan közel kúszik a civilizációhoz, hogy a gyenge vészjelzést a hegyi mentőállomáson veszik. Nyolc nap magány után a vadonban végül megmentik.

## Szereplők
| Szerep         | Színész       | Magyar hang        |
| -------------- | ------------- | ------------------ |
| Eric LeMarque  | Josh Hartnett | Szabó Máté         |
| Susan LeMarque | Mira Sorvino  | Kisfalvi Krisztina |
| Sarah          | Sarah Dumont  | Solecki Janka      |
| David LeMarque | Jason Cottle  |                    |
| Önmaga         | Eric LeMarque | Holl Nándor        |

### Magyar változat
- Főcím: Korbuly Péter
- Magyar szöveg: Gaál Noémi
- Szinkronrendező: Szalay Csongor

## A film készítése
2016 februárjában jelentették be, hogy a Relativity Studios korábbi elnöke, Tucker Tooley finanszírozza a Fagyos pokol című filmet, amely Eric LeMarque memoárja alapján készült. A forgatás 2016 márciusában kezdődött Utah államban.

## Bemutató
2017 februárjában a Momentum Pictures megszerezte a film forgalmazási jogait, és 2017. október 13-ra tűzte ki a bemutatót.

### Fogadtatás
A Rotten Tomatoes weboldalon 22%-os értékelést kapott 18 kritika alapján, az átlagos értékelése 4,4 pont a 10-ből. A Metacritic oldalán 100-ból 40 pontot kapott (5 kritika alapján), ami „vegyes vagy átlagos” értékelést jelent.